# Ai se eu te pego!
«Ai se eu te pego!» — бразильська пісня, написана у 2008 році Шароном Акіолі та Антоніо Діггсом. Вперше була виконана португальським гуртом Cangaia de Jegue, згодом такими місцевими гуртами як Garota Safada, Arreio de Ouro, Estakazero, Forró Sacode і Saia Rodada. У 2011 році була виконана бразильським співаком Мішелом Тело, ставши після цього справжнім міжнародним хітом. Тело також записав англомовну версію пісні «Oh, If I Catch You!».

## Версія Мішела Тело
Антоніо Діггс, співавтор пісні, зрозумів, що вона може стати національним хітом, тому запропонував її відомому на той час бразильському співаку Мішелу Тело, що допомогло їй отримати популярність у Бразилії, Португалії, Іспанії, Італії, Франції та загалом у Європі і світі.
Версія Тело стала хітом № 1 у Бразилії. Вона також була випущена у Іспанії у цифровому форматі 22 листопада 2011 року, зайнявши першу позицію у чарті Spanish Singles Chart. Пізніше, пісня також досягла перших позицій в Латинській Америці, Бельгії, Нідерландах, Швейцарії, Франції, Греції, Австрії, Німеччині, Болгарії, Чехії, Люксембурзі, Польщі, Португалії, Румунії, Швеції та Італії, де протягом місяця з моменту його релізу наприкінці листопада він став восьмим найбільш продаваним синглом року.
Офіційне відео на англійській мові пісню під назвою «Oh, If I Catch You!» було випущене на YouTube 16 січня 2012 року.
Сингл ставав чотирьохкратно платиновим у Швейцарії, трьохкратно у Німеччині, двократно у Італії, Іспанії та Швеції, по одному разу у Австрії та Бельгії.

## Позиції у чартах
| Чарт (2011—2012)                               | Найвища позиція |
| ---------------------------------------------- | --------------- |
| Австрія (Ö3 Austria Top 75)                    | 1               |
| Бельгія (Ultratop Flanders)                    | 1               |
| Бельгія (Ultratop Wallonia)                    | 1               |
| Бразилія (Billboard Hot 100)                   | 1               |
| Бразилія (Billboard Hot Popular Songs)         | 1               |
| Болгарія (IFPI)                                | 1               |
| Канада (Canadian Hot 100)                      | 52              |
| Colombia Top 100 (National Report)             | 1               |
| Чехія (IFPI)                                   | 1               |
| Данія (Tracklisten)                            | 2               |
| Фінляндія (Suomen virallinen lista)            | 4               |
| Франція (SNEP)                                 | 1               |
| Німеччина (Media Control AG)                   | 1               |
| German Airplay Chart                           | 1               |
| Угорщина (Dance Top 40)                        | 2               |
| Угорщина (Rádiós Top 40)                       | 19              |
| Ізраїль (Media Forest)                         | 1               |
| Італія (FIMI)                                  | 1               |
| Мексика (Monitor Latino)                       | 6               |
| Нідерланди (Mega Single Top 100)               | 1               |
| Нідерланди (Dutch Top 40)                      | 1               |
| Норвегія (VG-lista)                            | 4               |
| Польща (Polish Airplay Top 5)                  | 1               |
| Румунія (Romanian Top 100)                     | 1               |
| Словаччина (IFPI)                              | 7               |
| Іспанія (PROMUSICAE)                           | 1               |
| Швеція (Sverigetopplistan)                     | 1               |
| Швейцарія (Schweizer Hitparade)                | 1               |
| США Hot Latin Songs (Billboard)                | 15              |
| США Tropical Songs (Billboard)                 | 34              |
| США Bubbling Under Hot 100 Singles (Billboard) | 23              |
| Венесуела Top 100 (Record Report)              | 18              |
| Венесуела Top Latino (Record Report)           | 1               |
| Венесуела Pop/Rock General (Record Report)     | 1               |

## Популярність
Особливу популярність відео отримало після того як гравець бразильського Сантуса Неймар танцював, використовуючи хореографію пісні. Святкуючи забитий гол, танець виконали Марсело Вієйра і Кріштіану Роналду. Відео з їх участю отримало таку популярність, що 12 січня 2012 року Мішел Тело був запрошений до тренувального табору команди Реал Мадрид.